# John North Willys

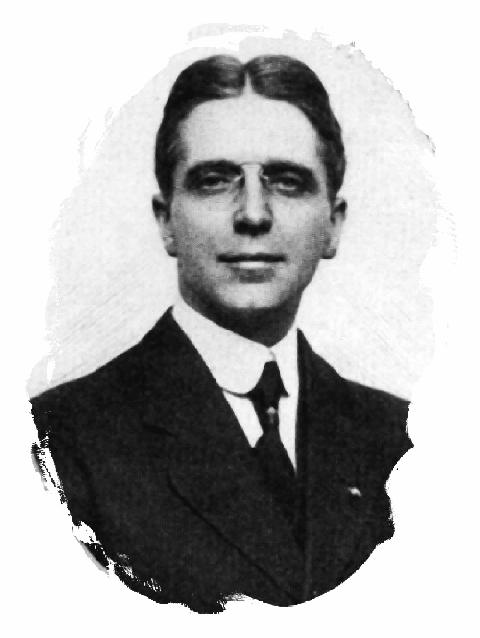
John North Willys (ca. 1918)

John North Willys (* 25. Oktober 1873 in Canandaigua, New York; † 26. August 1935 in der Bronx, New York City) war ein US-amerikanischer Automobilpionier und Staatsmann.

## Leben
Willys begann als junger Mann mit dem Verkauf von Fahrrädern in seiner Heimatstadt und vergrößerte innerhalb kurzer Zeit sein Unternehmen so weit, dass er auch seine eigenen Fahrräder herstellte. 1897 heiratete er Isabel Van Wie und eröffnete wenig später in Elmira (New York) ein Automobilhandelsgeschäft. Dort verkaufte er sehr erfolgreich Fahrzeuge der Marke Overland. Wegen Lieferproblemen bei dem Hersteller aus Indianapolis kaufte er diesen 1907 auf. Er erwies sich als schlauer Geschäftsmann und schaffte es, den sinkenden Stern der Gesellschaft wieder erstrahlen zu lassen. 1909 kaufte er die Marion Motor Car Company in Indianapolis und verlegte ein paar Jahre später all seine Aktivitäten in eine Fabrik, die er von der bankrotten Pope Motor Car Co. in Toledo gekauft hatte.
Nachdem er den Namen seiner Gesellschaft 1912 in Willys-Overland Motor Company geändert hatte, kaufte John Willys im folgenden Jahr die Edwards Motor Co. in New York und damit eine Lizenz zur Herstellung der Hülsenschiebermotoren nach den Patenten von Charles Yale Knight. Er hatte Erfolg und seine Firma wurde zum zweitgrößten Automobilhersteller der USA (nach Ford). 1915 baute er ein siebenstöckiges Hauptquartier in Toledo, das modernste der damaligen Zeit. Noch vor dem Ende der Dekade war ein Drittel aller Arbeitnehmer in Toledo entweder bei Willys-Overland oder bei einem der vielen kleinen Zulieferbetriebe angestellt. Sein Automobilimperium bot den Kunden Autos der Marken Overland, Willys und Willys-Knight an; jedes Fabrikat hatte dabei sein eigenes Motorenkonzept und seinen eigenen Preisbereich. Die Holding kaufte 1918 die Moline Plow Company in Moline (Illinois), die Landmaschinen, Traktoren der Marke Moline Universal und Autos der Marke Stephens herstellte. Im Folgejahr gewann Willys auch Einfluss in der Firma Duesenberg, hauptsächlich, um die Fabrik der Duesenberg-Brüder in Elizabeth (New Jersey) zu kaufen, wo er seinen neuen Sechszylinderwagen herstellen wollte. 1920 erwarb er mit der Root & Vandervoort Engineering Company in East Moline einen weiteren Automobil- und Motorenhersteller, der zudem ebenfalls Knight-Lizenznehmer war. Dieses Unternehmen wurde Moline Plow angegliedert.
In der Willys-Overland-Fabrik in Toledo gab es zunehmend Schwierigkeiten mit den Arbeitern, die 1919 in einen wilden Streik mündeten, der das Werk monatelang stilllegte. Willys stellte den Vizepräsidenten von General Motors, Walter Chrysler, als Leiter des Willys-Overland-Werkes ein und bezahlte ihm das für damalige Verhältnisse immens hohe Jahresgehalt von einer Million Dollar. Doch Chrysler versuchte, John Willys durch ein Übernahmeangebot aus seiner Firma zu drängen, was allerdings am Einspruch der Anteilseigner scheiterte. Chrysler verließ daraufhin 1921 die Firma und gründete sein eigenes Unternehmen.
Die Firmen von John Willys waren zwar sehr profitabel, aber auch hoch verschuldet, da er sie mit massiven Krediten entweder erworben oder vergrößert hatte. 1921 zwangen seine nervösen Banker ihn zur Konsolidierung, um ihre Risiken zu begrenzen. Um Geld für die Rückzahlung von Schulden zu erhalten, wurde die Willys-Overland-Fabrik in New Jersey an William C. Durant versteigert. Verkauft wurden auch Willys' New Process Gear Company in Syracuse und die Moline Plow Company samt Tochtergesellschaften.
Nachdem Willys seine Schulden nun wieder unter Kontrolle hatte, expandierte er wieder und kaufte 1925 die F. B. Stearns Company in Cleveland, die Luxusautomobile herstellte. 1926 führte Willys die Marke Whippet ein, die in den USA, in Kanada und Australien verkauft wurde.
John Willys war ein angesehener Geschäftsmann und leidenschaftlicher Anhänger der Republikaner, für die er als Vertreter Ohios 1916 an der Republican National Convention teilnahm. Nach der Wahl Herbert Hoovers zum US-Präsidenten wurde Willys im März 1930 zum ersten Botschafter der Vereinigten Staaten in Polen ernannt, ein Posten, den er bis Mai 1932 bekleidete. Ursprünglich war Alexander Pollock Moore von Hoover nominiert worden, doch er starb, bevor er den Amtseid ablegen konnte.
Die Weltwirtschaftskrise der 1930er-Jahre zwang viele Autohersteller, ihre Pforten zu schließen, und auch die Unternehmen von Willys gerieten 1933 in Konkurs. Im Folgejahr ließen sich John Willys und seine Frau nach 37-jähriger Ehe scheiden; Willys heiratete bald wieder, starb aber 1935 an einem Herzinfarkt zuhause in der Bronx.
John North Willys ist auf dem Kensico Cemetery in Valhalla beerdigt.